# Povratni proces
Povratni proces, obrativi proces ili reverzibilni proces je proces u kojem se energija pretvara iz jednog oblika u drugi bez gubitaka i entropija fizikalnoga sustava ostaje nepromijenjena. Primjerice, takvi su svi procesi pretvaranja električne energije u magnetsku i obrnuto u strujnom krugu sa zavojnicom i kondenzatorom bez omskog električnog otpora, elastične promjene oblika fizikalnog tijela, infinitezimalno spore promjene tlaka i obujma (volumena) idealnog plina i drugo.
Termodinamički se reverzibilni proces (povratni proces) zbiva kada termodinamički sustav od početnoga do konačnoga stanja sporo prolazi kroz više ravnotežnih stanja, a može se odvijati i u suprotnom smjeru. 